# 栗齿鼩鼱
栗齿鼩鼱（学名：Sorex daphaenodon）为鼩鼱科鼩鼱属的动物。在中国大陆，分布于黑龙江、内蒙古、吉林等地，多见于针叶林、混交林以及灌丛及草甸。该物种的模式产地在库页岛。

## 亚种
- 栗齿鼩鼱指名亚种（学名：Sorex daphaenodon daphaenodon），Thomas于1907年命名。在中国大陆，分布于黑龙江、内蒙古、吉林等地。该物种的模式产地在库页岛。[2]